# Драммен
Дра́ммен (норв. Drammen) — город и муниципалитет в Норвегии, в губернии Бускеруд. Муниципалитет был основан 1 января 1838 года в соседнем фюльке, Вестфолл, под именем Скогер. Название Драммен получено в 1964 году, тогда же муниципалитет переведён в губернию Бускеруд.

## География
Драммен — шестой по величине город Норвегии. Он находится в 40 км от столицы Норвегии, города Осло. Население с пригородами — около 160 тысяч. В состав муниципалитета входят ещё четыре других: Недре-Эйкер (23 % населения), Эвре-Эйкер (8 %), Льер (5 %), а также Рёукен (3 %). Остальные 61 % населения проживают в муниципалитете Драммен.

## Транспорт
В 1893 году на станции Драммен был установлен первый семафор, он положил начало системе Норвежской железнодорожной сигнализации.
Драммен — один из четырёх городов Норвегии, где существовало троллейбусное движение (открыто 15 декабря 1909 года, закрыто 19 июня 1967 года).